# Kubota Ryuji
Ryuji Kubota (sinh ngày 24 tháng 7 năm 1976) là một cầu thủ bóng đá người Nhật Bản.

## Sự nghiệp câu lạc bộ
Ryuji Kubota đã từng chơi cho Yokohama Marinos và Vissel Kobe.